# Кастель-делль'Ово
Кастель-дель-Ово (італ. Castel dell'Ovo — «Замок яйця» або «Яєчний замок») — середньовічний замок на території півострова Мегарида в Неаполітанській затоці в Італії. Раніше це був маленький острів, але згодом його з’єднали з Неаполем вузькою дамбою, перетворивши його на півострів. Замок розташовано між районами Сан-Фердинандо і К’яя, навпроти району Мерджелліна.
Свою назву замок отримав із легенди про римського поета Вергілія, який у середньовічні часи мав репутацію чаклуна та провісника майбутнього. За легендою Вергілій помістив магічне яйце в основу укріплень, і якщо це яйце розіб’ється, то замок буде зруйновано, а Неаполь спіткає катастрофа. У XIV ст. за часів правління королеви Джованни І через землетрус замок зазнав пошкоджень. Щоб уникнути паніки серед населення з приводу можливої катастрофи, яка начебто чекала на місто, Джованна присягнулася, що замінила яйце на таке саме.
Також є версія, що замок отримав таку назву через свою незвичну форму.

## Історія за Римської епохи
Кастель-дель-Ово є найстарішою вцілілою фортифікаційною спорудою в Неаполі. Саме на острові Мегарида грецькі колоністи з Куми заснували перше поселення в VI ст. до н.е. А в I ст. до н.е. римський патрицій Луцій Ліциній Лукулл побудував на острові розкішну віллу Кастеллум-Лукулл. У середині V ст. Валентиніан III зміцнив споруду, а в 476 р. вона стала місцем вигнання Ромула Августула, останнього імператора Західної Римської імперії. Після 492 р. монах Євгіппій заснував на острові монастир.

## Історія від норманських до наполеонівських завоювань
Залишки будівель римської епохи та пізніших укріплень були знесені місцевими жителями в IX ст., щоб їх не захопили сарацини. Перший замок на цьому місці був побудований норманами в XII ст. Завоювавши Неаполь у 1140 р., Рожер II зробив Кастель-дель-Ово своєю резиденцією. Кастель-дель-Ово почав втрачати своє значення, коли король Карл I Анжуйський побудував новий замок, Кастель-Нуово, і переїхав туди зі своїм двором. Тимчасом як у Кастель-дель-Ово залишилися королівські казна та канцелярія. Він також використовувався як в’язниця. Нинішній вигляд замок отримав у час Арагонського панування (XV ст.). Його було пошкоджено французькою та іспанською артилерією під час Італійських воєн. А в 1799 році в епоху Неаполітанської республіки замкові гармати були захоплені повстанцями, щоб зупинити пробурбонське населення міста. У 1871 році стародавній фортеці загрожувало повне зникнення в рамках великого проекту з оновлення та перепланування італійських міст, але цей проект, на щастя, так і не був реалізований.
Після тривалого періоду занепаду в 1975 році з ініціативи італійського уряду почався масштабний проект реконструкції замку.

## Сьогодення
У XIX ст. навколо східного муру замку виросло невеличке рибальське поселення Борго-Марінарі, яке збереглося дотепер. Зараз воно відоме своєю пристанню для яхт і ресторанами. 
Замок має прямокутну форму, приблизно 200 м на 45 м у найширшому місці. Замок має високий бастіон із видом на дамбу. Довжина дамби, що сполучає острів із берегом, складає 100 м. Всередині замкових мурів є декілька будівель, де часто проходять виставки та інші особливі заходи. За замком є довгий мис, який раніше, імовірно, служив доком. За замковими мурами на південному сході стоїть велика кругла вежа.

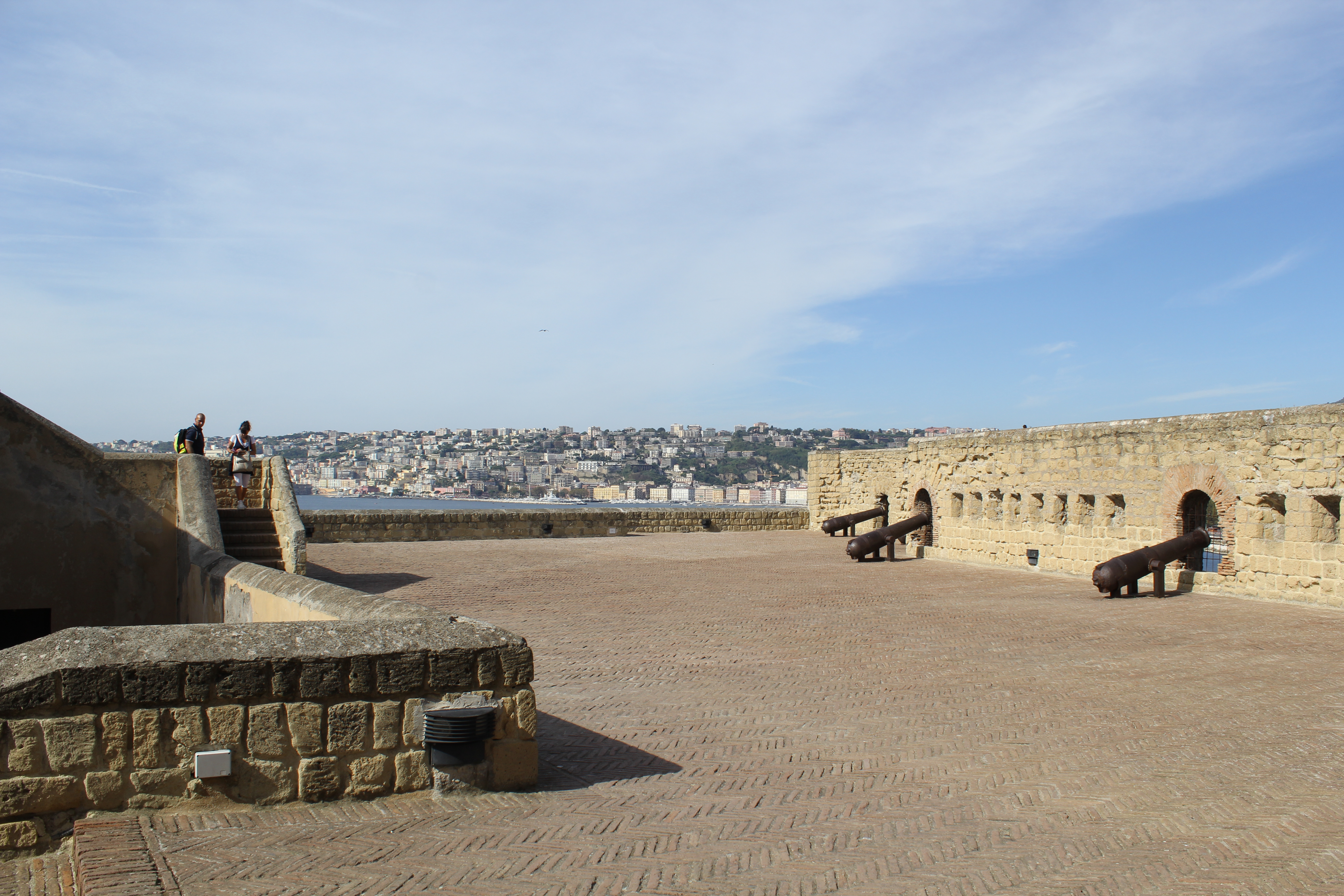
Гармата на замку
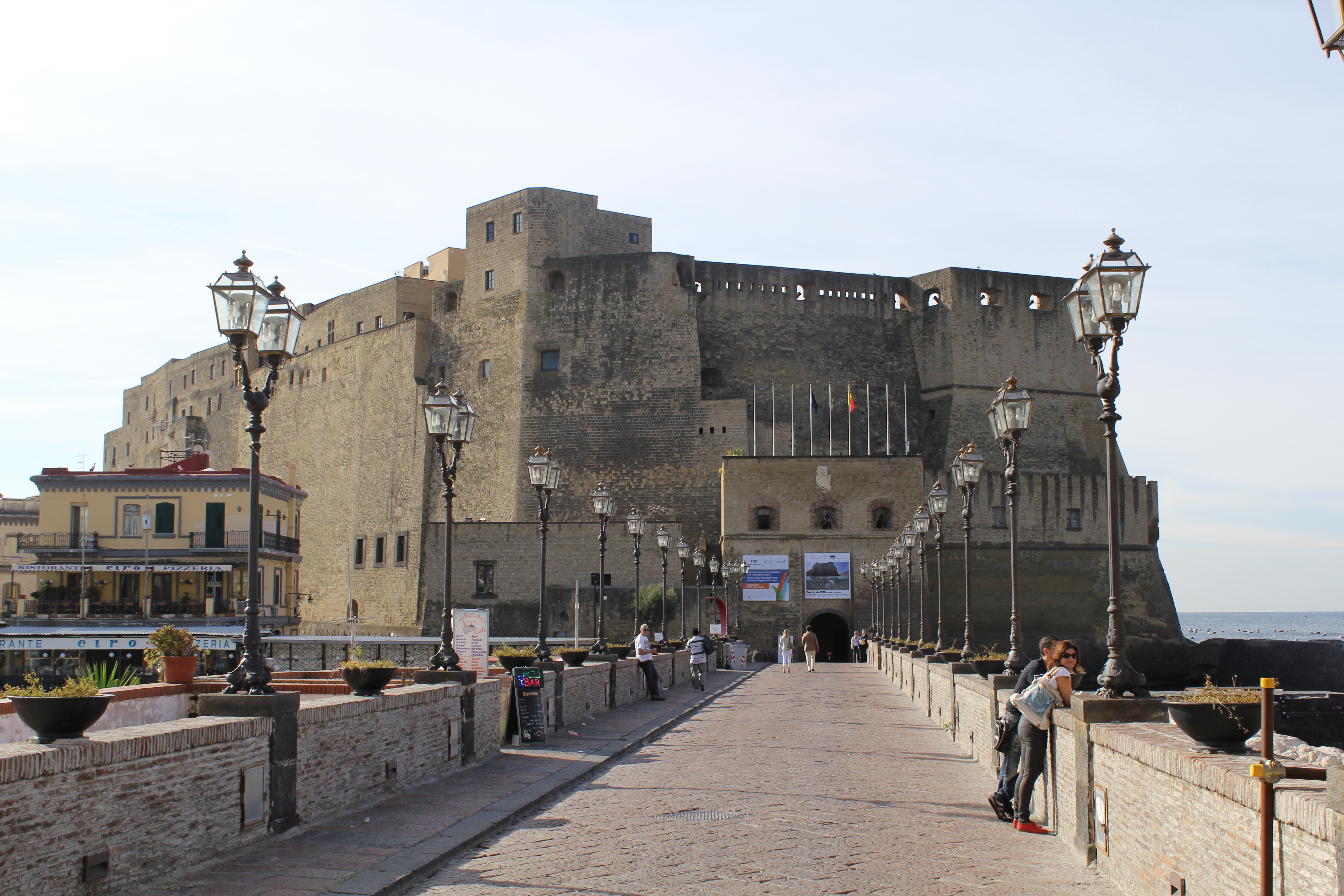
Вхід до Кастель-дель-Ово з півночі
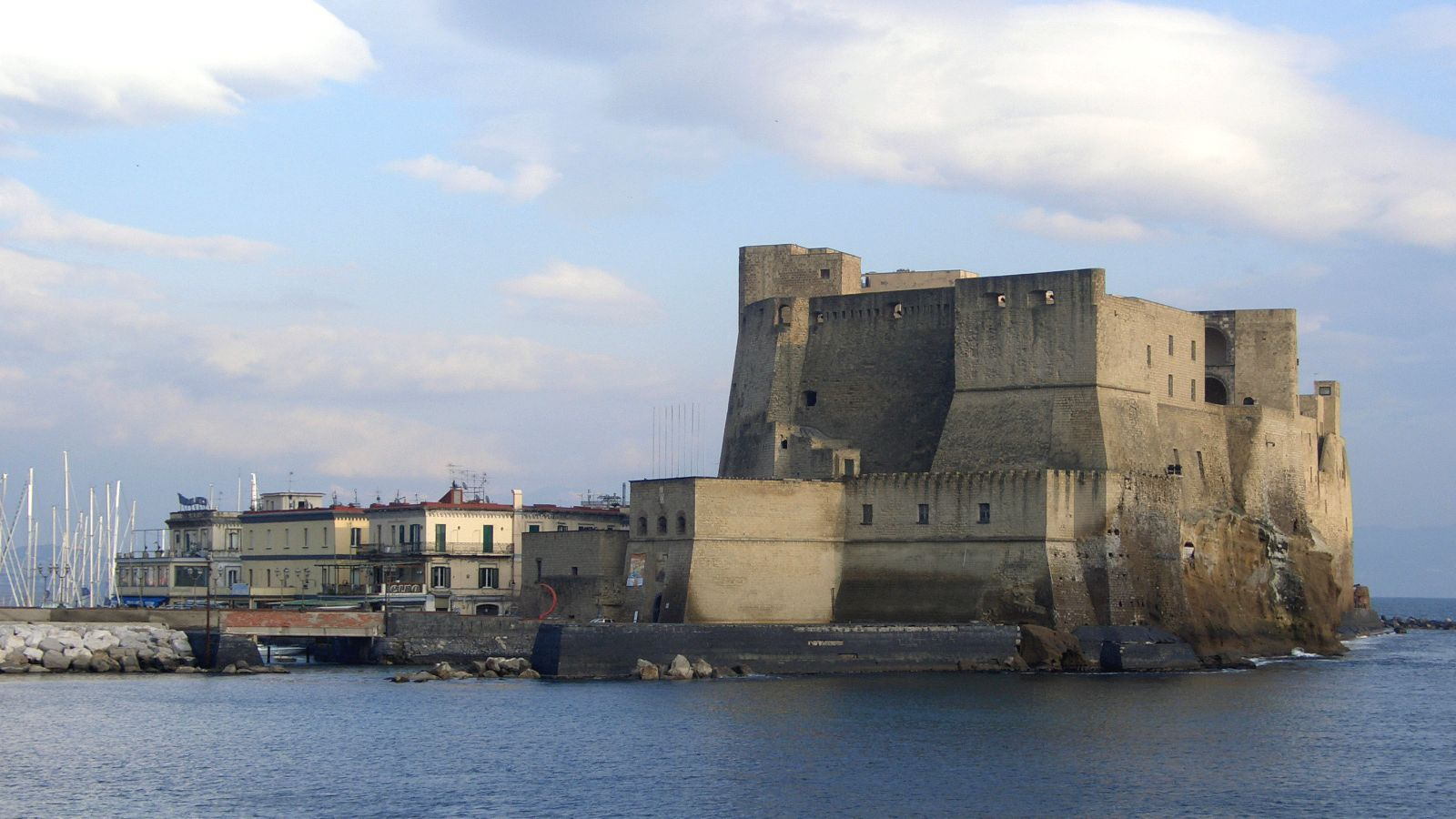
Вид на замок із заходу
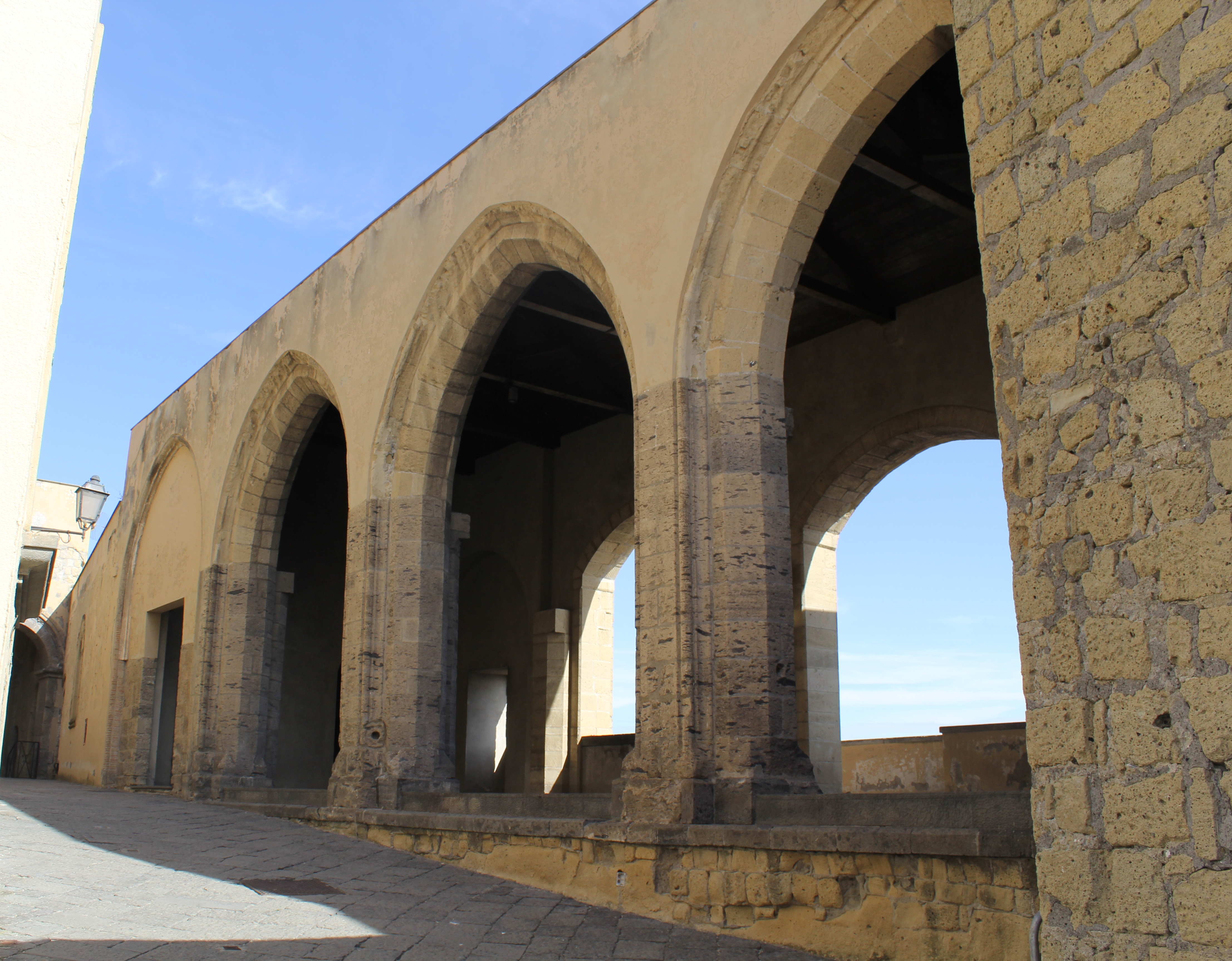
Всередині замку
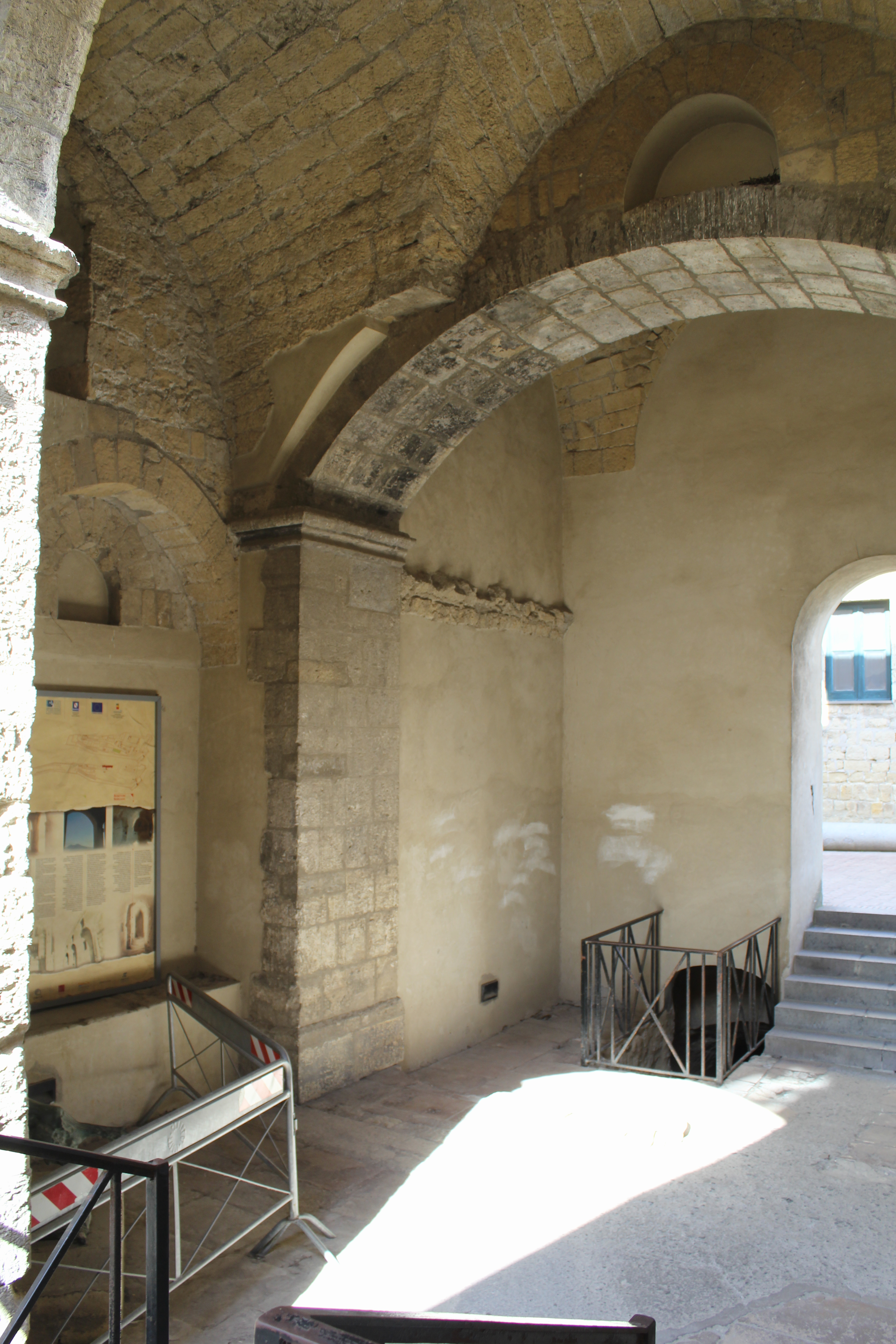
Всередині замку

## Див.також
- Кастель-дель-Монте
- Кастель-Нуово